# Ion Luchianov
Ion Luchianov, född den 31 januari 1981 i Criuleni, är en moldavisk friidrottare som tävlar i hinderlöpning.
Luchianov genombrott kom när han blev silvermedaljör vid universiaden 2005 på 3 000 meter hinder. Vid Olympiska sommarspelen 2008 slutade han på tolfte plats på tiden 8.27,82. 
Han har även deltagit vid Olympiska sommarspelen 2004 och vid VM 2005 utan att nå finalen.

## Personliga rekord
- 3 000 meter hinder - 8.18,97